# Прапор Торгановичів
Прапор Торгановичів — офіційний символ села Торгановичі, Самбірського району Львівської області, затверджений 22 лютого 2001 року рішенням сесії Торчиновицької сільської ради.
Автор — А. Гречило.

## Опис
Квадратне полотнище, на вишневому фоні жовтий мисливський ріжок з ремінцем, з нижнього краю — відділена зубчасто жовта смуга (відстань від нижнього краю до середньої лінії ділення становить 1/5 сторони прапора).

## Зміст
За переказами, у ХVІ ст. в Торгановичах був оборонний мурований замок, оточений валами, який використовувався також і під час полювання. Ці мотиви й закладено в сучасних символах. Вишневий колір на прапорі свідчить про багаті сади.